# Nazionale maschile di calcio a 5 della Cina
La nazionale di calcio a 5 della Cina è, in senso generale, una qualsiasi delle selezioni nazionali di Calcio a 5 della Chinese Football Association che rappresentano la Cina nelle varie competizioni ufficiali o amichevoli riservate a squadre nazionali.
La nazionale cinese ha partecipato a tre edizioni dei campionati del mondo: nel 1992 è giunta ultima nel Girone D, nel 1996 in Spagna ha bissato l'ultimo posto nel Girone B, abbandonando la competizione al primo turno. Nei campionati continentali la Cina ha partecipato per la prima volta in Indonesia nel 2002, giungendo ultima nel Girone C, così come nella successiva edizione a Teheran.
Nel 2004 la nazionale cinese vince le sue prime gare in un trofeo ufficiale e per la prima volta si qualifica alla seconda fase del campionato asiatico, giungendo seconda a pari punti con la Thailandia nel girone D, uscendo ai quarti di finale contro il Giappone. L'exploit non viene ripetuto un anno dopo e la formazione cinese viene eliminata nel primo turno con zero punti, nel 2006 giunge seconda nel Girone A ma in virtù del regolamento che prevede un solo passaggio per ogni girone, rimane fuori dal prosieguo della manifestazione. Nel 2007 infine rimane fuori dai quarti nel Girone D, preceduta da Iran e Libano.
Il miglior risultato della nazionale della Repubblica di Cina giunge ai campionati asiatici del 2008: dopo un ottimo girone di qualificazione ha battuto nei quarti di finale l'Uzbekistan dominatore del proprio girone, assicurandosi la semifinale ma, soprattutto, uno dei quattro posti disponibili per l'accesso ai Campionati del mondo che si terranno in settembre e ottobre in Brasile.

## Risultati nelle competizioni internazionali

### FIFA Futsal World Championship
- 1989 - Non qualificata
- 1992 - Primo turno
- 1996 - Primo turno
- 2000 - Non qualificata
- 2004 - Non qualificata
- 2008 - Primo turno
- 2012 - Non qualificata
- 2016 - Non qualificata
- 2021 - Non qualificata
- 2024 - Non qualificata

### AFC Futsal Championship
- 1999 - Non presente
- 2000 - Non presente
- 2001 - Non presente
- 2002 - Primo turno
- 2003 - Primo turno
- 2004 - Quarti di finale
- 2005 - Primo turno
- 2006 - Primo turno
- 2007 - Primo turno
- 2008 - Quarto posto
- 2010 - Quarto posto
- 2012 - Primo turno
- 2014 - Primo turno
- 2016 - Primo turno
- 2018 - Primo turno
- 2022 - Non qualificata
- 2024 - Primo turno